# Rio Linda
Rio Linda – jednostka osadnicza w Stanach Zjednoczonych, w stanie Kalifornia, w hrabstwie Sacramento.